# Hans Peter Schönlaub
Hans Peter Schönlaub (* 19. Januar 1942 in Güstrow) ist ein österreichischer Geologe und Paläontologe. Er war von 1993 bis 2009 Direktor der Geologischen Bundesanstalt in Wien.

## Leben und Werk
Schönlaub machte in Spittal an der Drau sein Abitur, leistete 1961 seinen Wehrdienst und studierte ab 1962 zunächst für das Lehramt und ab 1963 Geologie, Mineralogie und Paläontologie an der Universität Graz, wo er 1970 bei Helmut W. Flügel promoviert wurde, und war ab 1971 an der Geologischen Bundesanstalt. 1973 war er ein Jahr an der Ohio State University und 1983 mit einem Humboldt-Stipendium an der RWTH Aachen. 1992 wurde er zum außerordentlichen Universitätsprofessor für Historische Geologie an der Universität Salzburg ernannt. Er hielt neben Salzburg (seit den 1970er Jahren) auch Vorlesungen an den Universitäten in Graz und Wien (seit 1979). 1991 wurde er Leiter der Abteilung Paläontologie an der Bundesanstalt. Als Direktor der Bundesanstalt bemühte er sich insbesondere um internationale Vernetzung und Öffentlichkeitsarbeit.
Er befasste sich insbesondere mit der Stratigraphie des österreichischen Paläozoikums mit Hilfe von Mikrofossilien (Conodonten). Regionale Schwerpunkte seiner Arbeit waren die Karnischen Alpen (wo er in den 1970er Jahren kartierte) und Kärnten.
Er ist seit 2002 wirkliches Mitglied der Österreichischen Akademie der Wissenschaften und leitet seit 2007 deren in diesem Jahr neu eingerichtetes Geowissenschaftliches Zentrum. Er ist Mitglied der Subkommission der IUGS für die Stratigraphie von Silur und Devon und deren Working Group für die Grenze Ordovizium/Silur und Devon/Karbon. Er ist Mitglied der Europäischen Arbeitsgemeinschaft Geotopschutz.
1999 erhielt er die Leopold-von-Buch-Plakette und 2019 die Pander-Medaille der Pander Society.
Er ist verheiratet und hat drei Kinder.

## Schriften
- Das Paläozoikum in Österreich Verbreitung, Stratigraphie, Korrelation, Entwicklung und Paläogeographie nicht-metamorpher und metamorpher Abfolgen, Abhandlungen der Geologischen Bundesanstalt, Band 33, Wien 1979 (Digitalisat).
- Die Katastrophe, die aus dem Weltall kam. 10 Jahre Alvarez-Impakt-Hypothese, In: Jahresbericht der Geologischen Bundesanstalt, Band 132, 1989, S. 507–529, (Digitalisat).
- Der wahre Held ist die Natur – Geopark Karnische Region, Verlag der Geologischen Bundesanstalt, Wien 2005.
- Herausgeber mit Thomas Hofmann: Geo-Atlas Österreich: die Vielfalt des geologischen Untergrundes, Böhlau, Wien 2007.
- mit Traugott Erich Gattinger: Vom Urknall zum Gailtal: 500 Millionen Jahre Erdgeschichte in der Karnischen Region, Hermagor 1988 (Digitalisat).